# Cútar
Cútar település Spanyolországban, Málaga tartományban. Cútar Almáchar, El Borge, Comares, Riogordo, Periana, Viñuela és Benamargosa községekkel határos. Lakosainak száma 587 fő (2024).

## Népesség
A település népessége az elmúlt években az alábbi módon változott:
| Lakosok száma | 610  | 637  | 649  | 682  | 668  | 635  | 597  | 607  | 590  | 587  |
|               | 2001 | 2004 | 2007 | 2009 | 2012 | 2014 | 2017 | 2019 | 2022 | 2024 |